# Besitzstörungsklage
Die Besitzstörungsklage ist neben der Actio Publiciana eine besitzschützende Klage im österreichischen Sachenrecht. Sie richtet sich auf Feststellung der Störung des Besitzes, Wiederherstellung des letzten ruhigen Besitzstandes und Untersagung weiterer Störungen (§ 339 ABGB, § 454 ZPO). Ziel ist nur die Wiederherstellung des Zustandes vor der Besitzstörung; es wird nicht entschieden, wem das Recht an der Sache zusteht.
Im Gegensatz zur Rechtsprechung unterscheidet die Lehre zwischen folgenden Arten der Besitzstörungsklage:
BesitzentziehungsklageDer Besitz an einer (beweglichen) Sache wird durch ihre Entziehung (z. B. Diebstahl) gestört.
Besitzstörungsklage im engeren SinnDer Besitz (einer meist unbeweglichen Sache) wird z. B. durch Abstellen eines PKWs oder wegen üblen Geruchs gestört. In diesen Fällen wird nicht eine Sache entzogen, sondern umgekehrt durch Hineinbringen von anderen Sachen behindert.
Charakteristisch für die Besitzstörungsklage ist die 30-tägige Frist und das schnelle (possessorische) Verfahren, in dem es um keinerlei allgemeine Qualifikation des Besitzes (wie rechtmäßig, redlich oder echt) geht, sondern ausschließlich um die Echtheit des Besitzes inter partes (Besitzentziehungsklage); Beispiele:
- Entwendet B die Sache des A durch z. B. Diebstahl oder Raub, so kann A gegen ihn mit Besitzstörungsklage vorgehen, da B im Verhältnis zu A unecht besitzt.
- Findet B bloß die Sache des A, so kann A nicht mit Besitzstörungsklage gegen B vorgehen, da B im Verhältnis zu A echten Besitz hat (nec vi, nec clam, nec precario).
- Entwendet B die Sache des A und verkauft sie dem C, so kann A gegen C ebenfalls nicht mit Besitzstörungsklage vorgehen, da C im Verhältnis zu A echten Besitz hat. Dies erklärt sich dadurch, dass C selbst die Sache weder gestohlen noch geraubt hat und es bei der Besitzstörungsklage nicht um die Feststellung des Eigentums oder Ähnliches geht, sondern ausschließlich um die Wahrung des Rechtsfriedens. A ist hier also auf die Eigentumsklage oder die Actio Publiciana angewiesen.
- Da es nicht auf irgendein Recht, sondern lediglich auf ruhigen Besitz ankommt, steht z. B. auch B, der die Sache A gestohlen hat, gegenüber C, der sie in der Folge B gestohlen hat, die Besitzstörungsklage zu. C ist nämlich unechter Besitzer gegenüber B – und ausschließlich darauf kommt es an (unechter Besitz inter partes).